# Dorothée Fierz
Dorothée Fierz (Egg, 10 september 1947), is een Zwitsers politica.
Dorothée Fierz is lid van de Vrijzinnig Democratische Partij (FDP). Van 1999 tot de zomer van 2006 was ze lid van de Regeringsraad van het kanton Zürich. Ze beheerde het departement Bouw Zaken. Van 1 mei 2005 tot 30 april 2006 was ze voorzitster van de Regeringsraad (dat wil zeggen regeringsleider) van het kanton Zürich.
Dorothée Fierz was in haar hoedanigheid van Regeringsraad voor Bouwzaken ook ex officio-lid van de bestuursraad van Unique (Luchthaven Zürich AG). 